# Eugnathogobius mas
Eugnathogobius mas är en fiskart som först beskrevs av Hora 1923.  Eugnathogobius mas ingår i släktet Eugnathogobius och familjen smörbultsfiskar. Inga underarter finns listade i Catalogue of Life.